# Diplosentis nudus
Diplosentis nudus is een soort haakworm uit het geslacht Diplosentis. De worm behoort tot de familie Diplosentidae. Diplosentis nudus werd in 2001 beschreven door S. Pichelin & T. H. Cribb.